# Pseudohydromys fuscus
Pseudohydromys fuscus  (Laurie, 1952) è un roditore della famiglia dei Muridi endemico della Nuova Guinea.

## Descrizione

### Dimensioni
Roditore di piccole dimensioni, con la lunghezza della testa e del corpo tra 80 e 110 mm, la lunghezza della coda tra 72 e 90 mm, la lunghezza del piede tra 20 e 25 mm, la lunghezza delle orecchie tra 11 e 14 mm e un peso fino a 25,5 g.

### Aspetto
Le parti superiori sono grigie, talvolta con dei riflessi bruno-rossicci, mentre le parti ventrali sono grigio chiare. Le orecchie sono grigio chiaro. Il dorso delle zampe è bianco.. La coda è più corta lunga della testa e del corpo, è uniformemente chiara, ricoperta di chiazze scure e bianche, e talvolta con l'estremità bianca. Sono presenti 16-17 anelli di scaglie per centimetro.

## Biologia

### Comportamento
È una specie terricola.

## Distribuzione e habitat
Questa specie è diffusa nella parte centro-orientale della cordigliera centrale della Nuova Guinea.
Vive nelle foreste muschiose montane tra 1.600 e 3.660 metri di altitudine.

## Conservazione
La IUCN Red List, considerato il vasto areale e la popolazione numerosa, classifica P.fuscus come specie a rischio minimo (Least Concern).